# Battaglia di Ituzaingó
La battaglia di Ituzaingó (o del Passo do Rosário per i brasiliani) fu uno scontro bellico avvenuto il 20 febbraio 1827 tra le truppe alleate dell'Argentina e degli insorti della Banda Oriental da un lato e l'esercito imperiale brasiliano dall'altro, nell'ambito della guerra argentino-brasiliana.
La battaglia ebbe luogo nei pressi del fiume Santa María, non lontano dall'odierna città brasiliana di Rosário do Sul, e si concluse con una parziale vittoria delle truppe alleate repubblicane, che tuttavia non riuscirono a sfruttare pienamente il successo ottenuto sul campo; il suo esito permise la nascita di una Convenzione Preliminare di Pace che nel 1828 sancì la nascita dell'Uruguay come stato indipendente nel territorio conteso tra i due belligeranti.

## Contesto storico
Dopo la battaglia di Tacuarembó del 1821, nella quale fu sconfitto José Gervasio Artigas, la Banda Oriental, ribattezzata Província Cisplatina, fu riannessa al Portogallo con il sostegno delle famiglie aristocratiche locali; dopo che Pietro I ebbe dichiarato l'indipendenza del Brasile, la provincia entrò a far parte dell'Impero.
Lo sbarco di un gruppo di rivoluzionari guidati da Juan Antonio Lavalleja, chiamati "i Trentatré Orientali", diede l'inizio a partire dall'aprile del 1825 ad una serie di azioni contro il dominio imperiale ingrossando nel tempo le proprie file e ricevendo sostegno dalle altre province rioplatensi. Il 24 ottobre 1825 un rappresentante degli insorti entrò nel Congresso Generale attivo allora a Buenos Aires.
In seguito a questa situazione, il 10 dicembre 1825 Pietro I dichiarò guerra alle Province Unite del Río de la Plata, ordinando il blocco navale di Buenos Aires. In seguito si pose simbolicamente a capo dell'esercito, ma lasciò il comando effettivo a Felisberto Caldeira Brant, Marchese di Barbacena, che poteva così disporre di un esercito di 8 000 uomini, tra i quali un cospicuo nucleo di mercenari austriaci e prussiani, veterani delle guerre napoleoniche, inviati dall'Imperatore d'Austria, suocero di Pietro I. Nel frattempo il 14 agosto 1826 al comando delle truppe argentine e orientali fu nominato il generale Carlos María de Alvear, che, per evitare che il nemico potesse ammassare un numero maggiore di truppe, iniziò subito una campagna militare invadendo il territorio imperiale e attaccando una serie di villaggi per obbligare il nemico a dare battaglia.

## La battaglia
Con il proposito di attirare l'esercito imperiale su un terreno a lui favorevole, Alvear finse di ritirarsi verso il fiume Uruguay, ordinando il 19 febbraio 1827 a parte della cavalleria di guadare il fiume Santa María portando con sé grosse borse di cuoio, a simulare il trasporto di grossi quantitativi di materiale da guerra. Dalle vicine alture gli esploratori brasiliani osservarono le operazioni e corsero a riferirle al comando. Durante la notte, però, il generale argentino fece tornare l'intero esercito al di qua del fiume e lo dispose su posizioni ben studiate Il mattino seguente l'esercito imperiale, pur spossato da una lunga marcia, si presentò nei pressi del fiume nella convinzione di trovarvi la retroguardia nemica; si trovò invece di fronte l'intero esercito nemico schierato.
Le due parti si trovarono con un numero totale di effettivi abbastanza simile; l'esercito brasiliano poteva contare su un numero maggiore di fanti, ma era inferiore in cavalleria e in artiglieria. Barbacena, convinto di non affrontare l'intero esercito nemico, non aveva atteso il ricongiungimento di un'intera brigata, comandata da Bento Manuel Ribeiro, che era ripiegata a nord del fiume Ibicuí a seguito di uno scontro avvenuto al Paso del Ombú.
Un primo attacco brasiliano, portato al centro dello schieramento repubblicano dalla cavalleria e da un solo battaglione di fanteria, spalleggiato dall'artiglieria, fu respinto; quando entrarono in azione l'artiglieria e la cavalleria repubblicane, fino ad allora nascoste, i due fianchi dell'esercito imperiale si sbandarono, lasciando le due divisioni di fanteria a sostenere da sola gli attacchi portati dagli ufficiali repubblicani Juan Lavalle, José María Paz e Federico Brandsen, che rimase ucciso nello scontro. Alle due del pomeriggio il Marchese di Barbacena ordinò la ritirata; i repubblicani sospesero presto l'inseguimento, carenti di provviste e preoccupati per lo stato delle loro truppe e per la possibilità dell'arrivo della brigata di Bento Manuel a supporto delle truppe imperiali. Alvear non riuscì così a sfruttare a pieno la vittoria ottenuta sul campo.

## Conseguenze
La guerra andò avanti per un altro anno con mischia inconcludenti a terra tra piccoli gruppi di uomini da ogni lato.
L'Impero del Brasile raggiunse il dominio navale con la battaglia di Monte Santiago poco dopo il trionfo repubblicano a Ituzaingó. Sul terreno, le città di Montevideo e Colonia del Sacramento rimasero sotto il controllo del Brasile.
Pertanto, anche le azioni delle Marine hanno avuto un ruolo nell'esito del conflitto.
(La lettera di Ponsonby a George Canning)
A proposito, José de San Martín è stato molto chiaro al riguardo. Disse a Tomás Guido nel luglio 1827:
Tra i trofei e l'equipaggiamento catturato dagli argentini, c'era la partitura di una marcia (presumibilmente scritta dall'imperatore brasiliano Pedro I, lui stesso un compositore dilettante), e destinata ad essere utilizzata dalle truppe vittoriose brasiliane quando entrano a Buenos Aires come conquistatori. La marcia è stata adottata dall'esercito argentino e oggi, denominata "Ituzaingó", viene utilizzata nelle cerimonie militari per salutare la bandiera nazionale e il presidente.
Alla fine, nel 1828 fu firmato un trattato tra Brasile e Argentina che garantiva la sua indipendenza come l'attuale Uruguay.
Lo scrittore argentino Jorge Luis Borges ha fatto riferimento alla battaglia nel suo racconto del 1942 Funes the Memorious.